# Сконланн
Сконланн (норв. Skånland) — бывшая коммуна в губернии Тромс в Норвегии. 1 января 2020 года была присоединена к коммуне Хьелльсунн.
Административный центр — город Эвеншер. Официальный язык — букмол. Население коммуны на 2007 год составляло 2862 чел. Площадь — 495,02 км², код-идентификатор — 1913.

## История населения коммуны

Население коммуны за последние 60 лет